# 木村庄之助 (36代)
36代 木村 庄之助（さんじゅうろくだい きむら しょうのすけ、本名：山崎 敏廣（やまざき としひろ）、1948年5月16日 - 2022年11月23日）は、大相撲の立行司の一人である。木村庄之助としての在位期間は、2011年11月〜2013年5月。井筒部屋（1972年 - 1977年は君ヶ濱部屋）所属。血液型はA型。

## 人物
鹿児島県川辺郡枕崎町大字枕崎（現在の鹿児島県枕崎市山手町）出身。枕崎市立枕崎中学校卒業。
1964年3月、初土俵。立行司26代木村庄之助の弟子である。
長らく本名である敏廣（式守敏廣）を行司名として名乗っていたが、初土俵から実に36年が経過した2001年1月場所に9代式守與之吉を襲名した。9代式守勘太夫の停年（定年）に伴い、2007年9月場所より10代式守勘太夫を襲名したが、2008年5月場所に立行司（38代式守伊之助）に昇進したため、勘太夫襲名は短期間（4場所）となった。なお式守與之吉の名跡で三役格行司に昇格したのは36代庄之助が初めてだった。
1985年1月場所、十両格昇格と同時に同場所より番付の書き手となった3代木村林之助（当時幕内格行司、のち2代木村容堂、立行司30代木村庄之助）の書き手助手を15年間務め、2000年3月場所より2007年9月場所まで、戦後では6人目となる番付の書き手を務めた。
2011年9月場所限りで35代木村庄之助の定年に伴い、2011年9月29日に日本相撲協会から『平成23年11月場所より38代伊之助を36代木村庄之助に昇格させる』旨の発表が行われた。
若々しい風貌や取組時での俊敏な動きなどから女性ファンも多かった。
2013年5月場所開催期間中の5月16日（5日目）に定年を迎え、千秋楽結びの一番の横綱白鵬 - 同日馬富士戦の裁きを最後に土俵を去った。結び終了後に白鵬と井筒部屋所属の大関鶴竜（のち横綱）から花道で花束が贈呈され、49年の労をねぎらわれた。
2022年11月23日、肺がんのため自宅で死去。74歳没。同年7月22日には37代庄之助も亡くなっており、後を追うように二代続けて亡くなったことになる。

## エピソード
- 師である26代木村庄之助は、両親の友人であった。「行司のなり手が誰もいない。このままでは日本の古きよき伝統を守っていける若い人材が育たない。これじゃあ相撲協会はもう危機に陥る」と考えており、警察官志望だった敏廣少年を角界に招いたという。敏廣少年は抵抗したが、ある日中学校の朝礼で校長が「山手町出身の山﨑敏廣君が日本相撲協会の行司として、年が明けて早々に東京に行きます。みんなで送り出しましょう」と言ったため有無を言えなくなり、町をあげて東京に送り出されたという[9]。
- 敏廣時代の1998年1月場所4日目、十両の智乃花伸哉 - 大飛翔誠志戦を木村信孝（のちの三役格・16代木村玉光）が裁いていたが、取組中に智乃花の足が袴に引っかかり装束が大きく裂けるハプニングが起きた。勝負は大飛翔が勝ち、信孝は大飛翔に軍配を挙げたが、すぐさま裂けた装束を両手で隠して土俵下に駆け下りたため、控えにいた敏廣が機転を利かし、すかさず土俵に上がり大飛翔に勝ち名乗りをあげ、続く信孝が裁くはずだった千代天山大八郎 - 大善尊太戦と合わせて3番半（?）を裁いた（なお、本人はこの出来事を「ハカマ事件」と呼んでいる）。
- 加賀乙彦の『現代若者気質』（講談社現代新書）に若き日のエピソードが掲載されている。
- 2008年1月から任期2年で、故郷・鹿児島県枕崎市のかつお大使に任命された。
- 東京場所の取組では、代々伝わる庄之助の譲り団扇での裁きは行わなかったが、横綱土俵入りの時のみ、白檀製の軍配を時折使用した（立行司に昇格する以前より、漆塗りに装飾が施された軍配で裁いていた）。
- 2012年5月場所7日目結びの一番、横綱白鵬 - 前頭3枚目豊響戦で白鵬が西土俵際寄って出るところ、豊響が捨て身の小手投げを打ち両者土俵下へ。庄之助は白鵬に軍配を挙げたが、物言いがつき協議の結果差し違いとなり、庄之助として初の“黒星”となった。取組後、北の湖理事長に口頭で進退伺いを提出、慰留された。
- 2011年11月、故郷である枕崎市の市民栄誉賞を受賞する[10]。枕崎駅には再開発による駅移転以来駅舎がなかったが、2013年4月15日に新駅舎が完成した。その際に駅名の看板を相撲字で揮毫した。
- 2013年5月場所で停年を迎えたが、この場所の優勝争いは白鵬と大関稀勢の里の優勝決定戦になる可能性があった。通常、庄之助と伊之助は交互に取り組みを裁くため、もし優勝決定戦になれば本来は順番の制約から伊之助が裁くべきものであったが、庄之助が「自分が裁きたい」と自ら志願していた（ただし、本割で稀勢の里が琴奨菊に敗れ、その時点で白鵬優勝が決まったため優勝決定戦には至らなかった）。
- 2013年6月9日に行われた北の湖理事長の還暦土俵入りで、退職後ではあったが先導役を務めた。
- 2020年4月29日の日刊スポーツ東京版1面に36代庄之助による肉筆9点が掲載された。これは日刊スポーツの企画として、2019新型コロナウイルスの早期終息を祈願して書かれたもので、「おうちで過ごそう」、「コロナに負けない」「手洗い励行」など9点が相撲字によりしたためられている。36代庄之助は、「今は大変な世の中。私の字が少しでも役に立つならうれしいことですよ」として無償で引き受けた[11][12][13]。

## 経歴
- 1964年3月：初土俵・式守敏廣。
- 1985年1月：十両格昇進。
- 1995年1月：幕内格昇進 。
- 2001年1月：9代式守與之吉襲名。
- 2006年3月：三役格昇進。
- 2007年9月：10代式守勘太夫襲名。
- 2008年5月：立行司に昇格。38代式守伊之助襲名。
- 2011年11月：36代木村庄之助襲名。
- 2013年5月：最終場所。停年（定年）退職。